# ターサック・チャイマン
ターサック・チャイマン（タイ語: เทิดศักดิ์ ใจมั่น、1973年9月29日 - ）は、タイ王国の元サッカー選手、サッカー指導者。元タイ王国代表。ポジションはMF。
2002 タイガーカップで最優秀選手に輝いた、東南アジア有数のサッカー選手である。武器は高精度のフリーキックである。
名前についてはテルドサク・チャイマンと記される事もある。

## クラブ歴
スパンブリーFCの下部組織出身で1994年にライネイビー・ラヨーンで選手となった。その後1998年にオーソットサパー・サラブリーFCに移籍した。
2000年にBECテロ・サーサナFCに移籍し、2002年にシンガポール・アームド・フォーシズFCにレンタル移籍すると同年のSリーグ年間最優秀選手を受賞した。2003年はBECテロ・サーサナFCに復帰し、AFCチャンピオンズリーグ2002-2003に出場、グループステージでは鹿島アントラーズ等を破り決勝ラウンドに進出、決勝でアル・アインFCに惜しくも敗北したものの、決勝第2試合では自ら得点を決め1-0の勝利を齎し、同大会の最優秀選手に輝いた。
2004年にはベトナムのヴィサイ・ニンビンFCに移籍したものの、胃の筋肉の怪我に苦しみ活躍は出来なかった。翌2005年はシンガポールのホーム・ユナイテッドからの関心が寄せられていたものの、ライバルでありかつて所属したシンガポール・アームド・フォーシズFCに移籍した。その後2010年に下部組織以来のチョンブリーFC復帰を果たした。2015年12月にはジャデー・ミラープ監督の辞任に伴って選手兼任監督に就任した。
その後AFCチャンピオンズリーグ2016のプレーオフでFC東京と対戦している。

## 代表歴
1994年に代表初出場。2002 タイガーカップでは優勝メンバーの一人となり、彼は最優秀選手を受賞した。その後招集されない時期もあったが2007年6月にはAFCアジアカップ2007のメンバーとして再び招集がかかった。

## 個人成績
代表での得点一覧
| #   | 日附           | 場所                                             | 対戦相手         | 得点 | 結果        | 大会                                |
| --- | -------------- | ------------------------------------------------ | ---------------- | ---- | ----------- | ----------------------------------- |
| 1.  | 1998年8月31日  | ホーチミン市トンニャット・スタジアム             | インドネシア     | 2-2  | 3-2         | 1998 タイガーカップ                 |
| 2.  | 2000年6月18日  | バンコク                                         | ウズベキスタン   | 1-0  | 2-0         | 親善試合                            |
| 3.  | 2000年6月18日  | バンコク                                         | ウズベキスタン   | 2-0  | 2-0         | 親善試合                            |
| 4.  | 2000年9月1日   | 北京市                                           | 中華人民共和国   |      | 3-1         | 親善試合                            |
| 5.  | 2000年9月3日   | 北京市                                           | ウズベキスタン   |      | 4-2(W)      | 親善試合                            |
| 6.  | 2000年10月6日  | ドーハ                                           | カタール         |      | 1-1         | 親善試合                            |
| 7.  | 2001年1月30日  | バンコク                                         | キルギス         |      | 3-1         | 親善試合                            |
| 8.  | 2001年6月13日  | ベイルート・ベイルート市立競技場                 | スリランカ       | 3-2  | 4-2         | 2002 FIFAワールドカップ・アジア予選 |
| 9.  | 2001年6月15日  | ベイルート・ベイルート市立競技場                 | パキスタン       | 3-0  | 3-0         | 2002 FIFAワールドカップ・アジア予選 |
| 10. | 2002年12月8日  | バンコク                                         | ベトナム         |      | 2-1         | 親善試合                            |
| 11. | 2002年12月8日  | バンコク                                         | ベトナム         |      | 2-1         | 親善試合                            |
| 12. | 2002年12月20日 | シンガポール・シンガポール・ナショナルスタジアム | マレーシア       | 0-1  | 3-1         | 2002 タイガーカップ                 |
| 13. | 2002年12月29日 | ジャカルタ・ゲロラ・ブン・カルノ・スタジアム     | インドネシア     | 0-2  | 2-2,2-4(PK) | 2002 タイガーカップ                 |
| 14. | 2003年2月18日  | バンコク・スパチャラサイ国立競技場               | カタール         | 1-0  | 1-1         | キングスカップ2003                  |
| 15. | 2003年11月19日 | バンコク                                         | タジキスタン     | 1-0  | 1-0         | AFCアジアカップ2004予選             |
| 16. | 2004年8月19日  | バンコク                                         | マレーシア       |      | 1-2         | 親善試合                            |
| 17. | 2004年10月8日  | バンコク                                         | ヨルダン         |      | 2-3         | 親善試合                            |
| 18. | 2004年10月13日 | バンコク・ラジャマンガラ・スタジアム             | アラブ首長国連邦 | 3-0  | 3-0         | 2006 FIFAワールドカップ・アジア予選 |
| 19. | 2004年12月10日 | クアラルンプール・ブキット・ジャリル国立競技場   | ミャンマー       | 1-0  | 1-1         | 2004 タイガーカップ                 |
| 20. | 2004年12月12日 | クアラルンプール・ブキット・ジャリル国立競技場   | 東ティモール     | 4-0  | 8-0         | 2004 タイガーカップ                 |
| 21. | 2009年11月14日 | シンガポール・シンガポール・ナショナルスタジアム | シンガポール     | 0-2  | 1-3         | AFCアジアカップ2011予選             |
| 22. | 2010年1月20日  | ナコーンラーチャシーマー・80周年スタジアム       | ポーランド       | 1-3  | 1-3         | キングスカップ2010                  |

## タイトル

### クラブ
BECテロ・サーサナFC
- タイ・プレミアリーグ: 2000, 2001-02
- タイFAカップ: 2000
- コー・ロイヤルカップ: 2001

シンガポール・アームド・フォーシズFC
- Sリーグ: 2002, 2006, 2007, 2008, 2009
- シンガポール・カップ: 2007, 2008

チョンブリーFC
- タイFAカップ: 2010
- コー・ロイヤルカップ: 2011,2012

### 代表
タイ王国代表
- 東南アジアサッカー選手権: 2000, 2002

### 個人
- AFCチャンピオンズリーグ最優秀選手: 2002-03
- AFCフットサル選手権得点王: 2000
- 東南アジアサッカー選手権最優秀選手: 2002